# لوکا کاراتولی
لوکا کاراتولی (ایتالیایی: Luca Curatoli؛ زادهٔ ۲۵ ژوئیهٔ ۱۹۹۴) شمشیرباز اهل ایتالیا است.